# Sân bay Sơn Hải Quan Tần Hoàng Đảo
Sân bay Sơn Hải Quan Tần Hoàng Đảo là một sân bay quân sự ở Tần Hoàng Đảo, Hà Bắc, Trung Quốc (IATA: SHP, ICAO: ZBSH). Nằm ở quận Sơn Hải Quan, cách trung tâm thành phố khoảng 15 kilômét (9,3 mi). Từ năm 1985 đến năm 2016, sân bay  Sơn Hải Quan cũng đóng vai trò là sân bay dân sự cho Tần Hoàng Đảo. Hiện các chuyến bay dân sự đã được chuyển sang sân bay Bắc Đái Hà Tần Hoàng Đảo.

## Lịch sử
Vào ngày 13 tháng 9 năm 1971, Nguyên soái Lâm Bưu, Phó Chủ tịch Đảng Cộng sản, Phó Thủ tướng kiêm Bộ trưởng Quốc phòng Trung Quốc, sau khi âm mưu ám sát Mao Trạch Đông thất bại đã cố gắng rời Trung Quốc để trốn sang Liên Xô bằng một chiếc phản lực cơ Hawker Siddeley Trident mang số hiệu 256 từ sân bay Sơn Hải Quan. Máy bay rơi tại khu vực miền Đông Mông Cổ, trên máy bay có 8 nam một nữ trong đó có Lâm Bưu, vợ và con trai ông, tất cả đều thiệt mạng.
Sân bay Sơn Hải Quan được mở cửa cho các chuyến bay dân dụng vào ngày 15 tháng 4 năm 1985. Trong ba thập kỷ hoạt động, các hãng đã khai thác các chuyến bay từ nơi đây đến hơn 20 thành phố của Trung Quốc và Blagoveshchensk ở Nga. Trong suốt ba mươi năm phục vụ, sân bay vẫn duy trì thành tích an toàn hoàn hảo.
Mặc dù sân bay Sơn Hải Quan đã được mở rộng để chuẩn bị cho Thế vận hội Bắc Kinh 2008, nhưng thân phận là một sân bay quân sự hạn chế tiềm năng phát triển hơn nữa. Do đó, sân bay Bắc Đái Hà Tần Hoàng Đảo mới được đề xuất vào năm 2004 và được Hội đồng Nhà nước chấp thuận vào tháng 7 năm 2009. Việc xây dựng sân bay mới chính thức được bắt đầu vào tháng 4 năm 2012 và hoàn thành vào năm 2016. Vào ngày 31 tháng 3 năm 2016, sân bay Bắc Đái Hà bắt đầu hoạt động và tất cả các chuyến bay dân sự từ sân bay Sơn Hải Quan đã được chuyển sang sân bay mới, mặc dù vẫn có kế hoạch đề xuất sử dụng nó cho các hoạt động hàng không chung. Vào năm hoạt động cuối cùng của nó 2015, sân bay Sơn Hải Quan phục vụ 156.000 lượt hành khách.

## Cơ sở vật chất
Sân bay có một đường băng duy nhất dài 2.500 mét (8.200 ft) (lớp 4C). Nó có thể xử lý các máy bay chở khách cỡ trung như Boeing 737 và Airbus A320. Nó có sáu thềm đế đỗ máy bay và 200 chỗ đậu xe hơi.